# Ferro-nichel
Il ferro-nichel o ferronichelio è una ferrolega composta da ferro e nichel, ossia un materiale metallico di purezza variabile, ma con un contenuto maggioritario di ferro, contenente dal 20 al 40% in peso di nichel. I ferro-nichel di bassa qualità, che in genere contengono meno del 15% di nichel, sono chiamati ghisa al nichel.

## Formazione e produzione
Il ferro-nichel è prodotto dalla lavorazione degli strati profondi dei depositi di nichel lateritico. Le lateriti sono minerali complessi derivanti dalla disintegrazione del fondo oceanico in peridotite, quando emergono a seguito di movimenti tettonici; l'alterazione della peridotite (miscela di olivina e pirosseno) provoca la segregazione verticale dalla superficie del suolo al substrato roccioso:
- la limonite superficiale, lisciviata dalle piogge e dalla vegetazione, è ricca di ferro idrato (goethite) e povera di magnesia e silice. Costituisce il tappo di ferro del deposito;
- le smectiti, come la nontronite, si trovano in alcuni depositi, al di sotto della limonite;
- saproliti, come la garnierite. A differenza della limonite, sono ricche di magnesia e più povere di ferro. Anche il nichel disciolto, che tende anch'esso a scendere per percolazione, arricchisce questo strato profondo.

L'elevato contenuto di ferro nella limonite e nella smectite penalizza i processi pirometallurgici, ma non pone problemi ai processi idrometallurgici. Al contrario, il contenuto di magnesia della saprolite (20%) rende il suo trattamento idrometallurgico troppo costoso a causa del consumo di acido solforico che induce, ma il suo basso contenuto di ferro (15%) consente di ottenere un ferro-nichel ricco, contenente dal 20 al 40% di nichel. Una piccola quantità di cobalto è presente in questa ferrolega, ma in quantità troppo piccola per influenzare la richiesta nell'industria siderurgica.
I processi idrometallurgici si concentrano sull'ottenimento di nichel puro perché la produzione di ferro-nichel non semplifica significativamente le operazioni. Pertanto, la produzione di ferro-nichel avviene essenzialmente con mezzi pirometallurgici a partire dalla saprolite.
La lavorazione pirometallurgica genera ferronichel a causa della vicinanza chimica di ferro e nichel:
- gli ossidi di ferro e di nichel sono, a 800 °C, facilmente ridotti dal carbonio mediante una reazione di riduzione diretta. L'allumina e la magnesia non sono riducibili a queste temperature, l'triossido di dicromo (Cr2O3) e la silice (SiO2) lo sono in piccola parte, il che spiega la presenza di una piccola percentuale di cromo e silice nel ferro-nichel;
- l'ossido ferroso (o wüstite), che è l'ossido di ferro stabile a 800 °C, ha una riducibilità prossima a quella dell'ossido di nichel: non è quindi possibile ridurre l'uno senza l'altro. Naturalmente, il ferro non fornisce valore al ferro-nichel, quindi i minerali vengono selezionati per limitarne il più possibile la presenza.

Il ferro-nichel si forma nell'alterazione dei basalti. Raro in rocce terrestri, il ferro-nichel è molto comune nelle meteoriti, dove assume il nome di camacite o taenite. Il ferro-nichel è fortemente magnetico.